# Irlanda la Concursul Muzical Eurovision 2010
Irlanda participă la concursul muzical Eurovision 2010. Ea și-a ales reprezentantul printr-o finală națională la 5 martie 2010. A învins interpreta Niamh Kavanagh cu melodia It's For You, interpretă ce a câștigat la concursul Eurovision 1993. 